# Université de Manchester

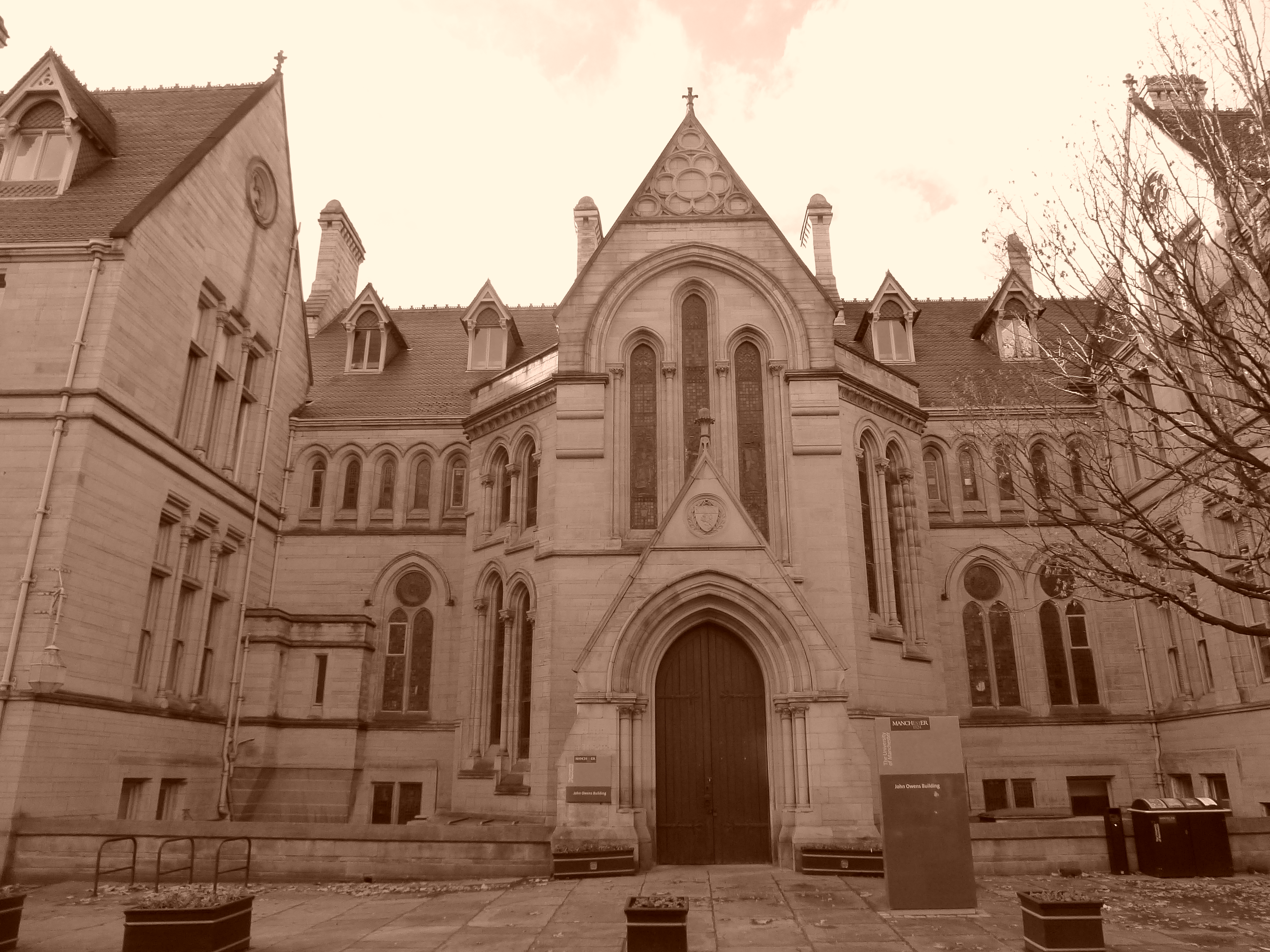
Bâtiment principal (bâtiment John Owens).

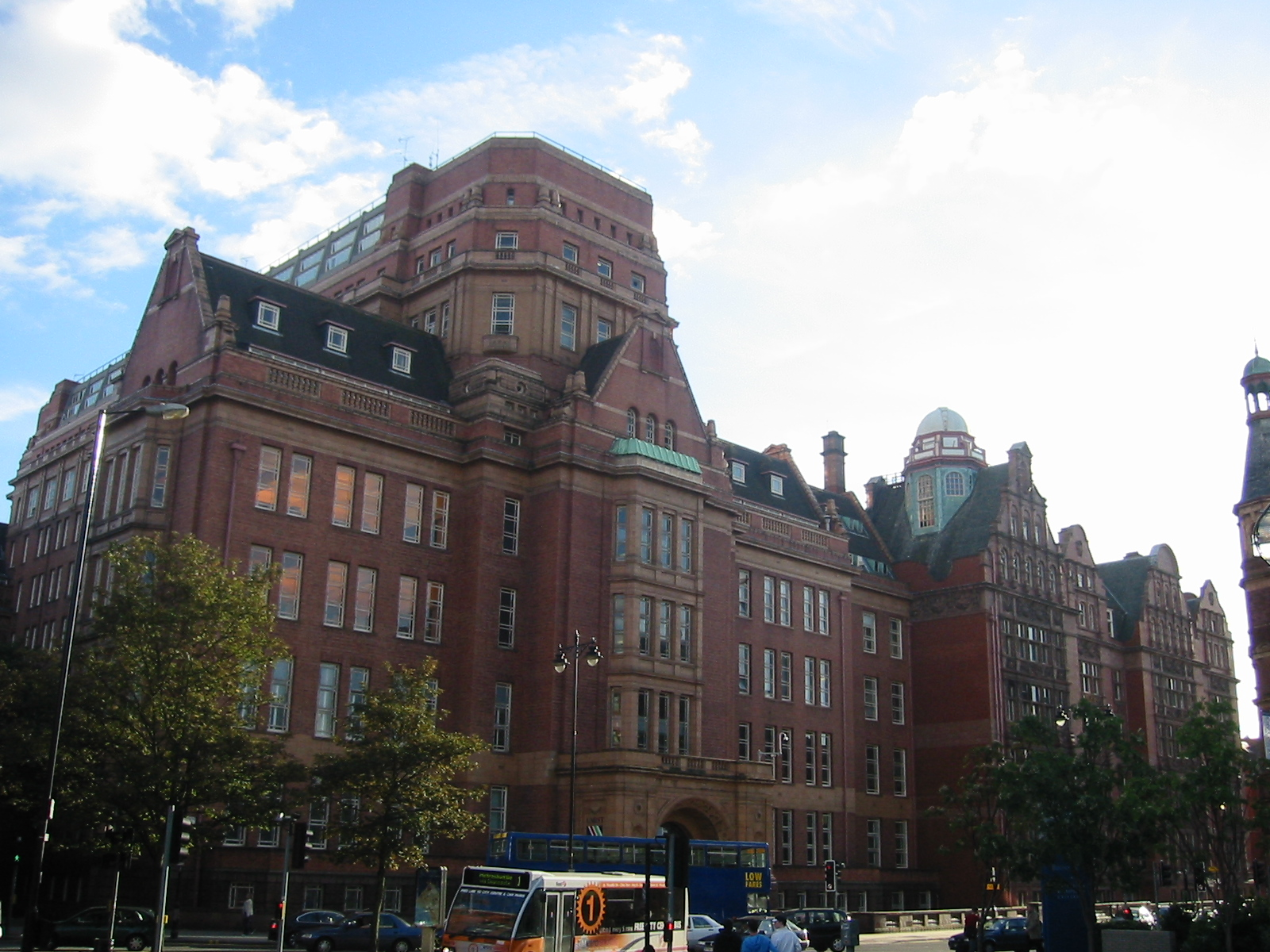
, bâtiment historique du campus nord ici photographié depuis Whitworth Street. Coupole blanche de l'ancien observatoire visible.

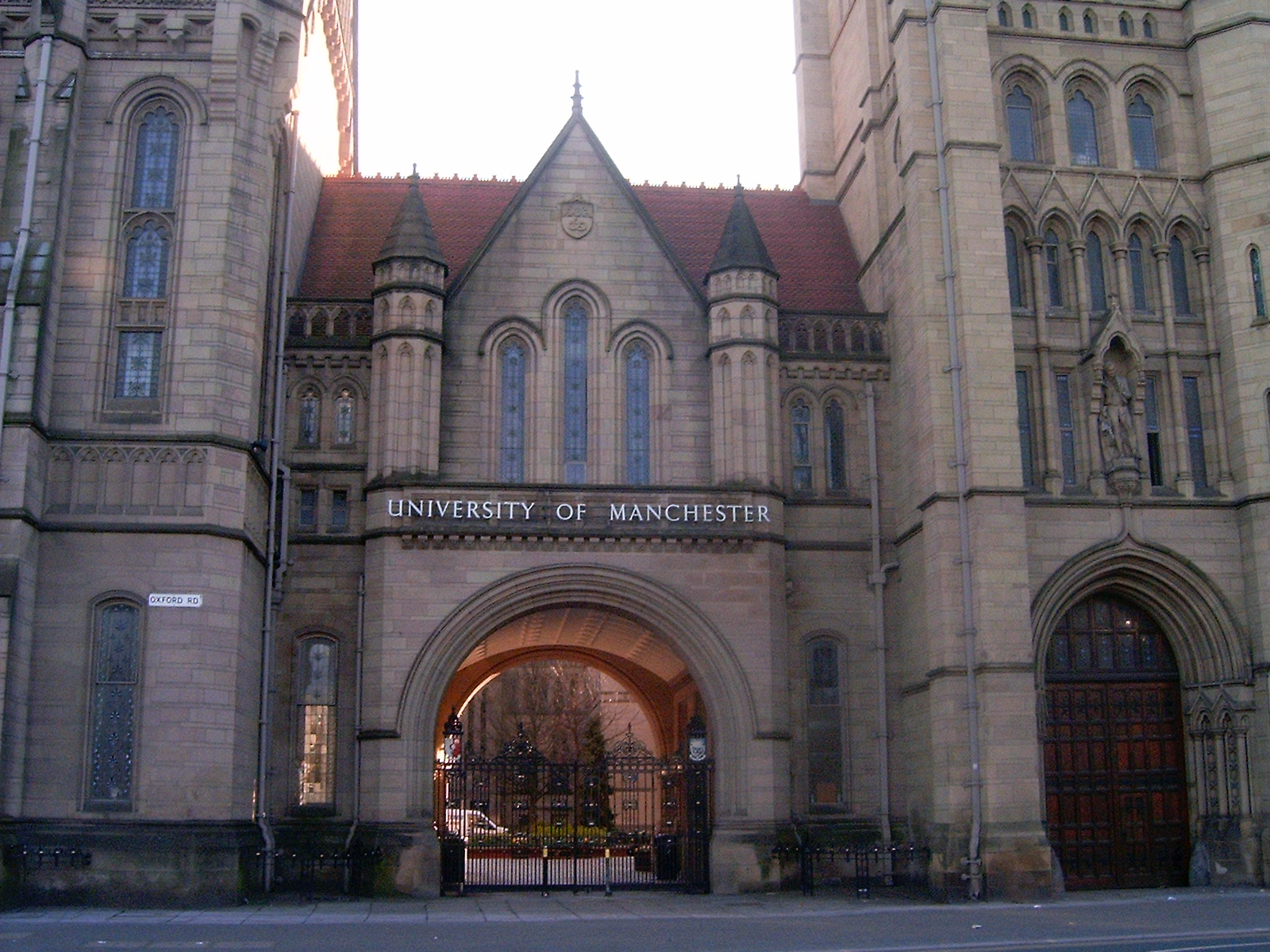
Whitworth Hall.

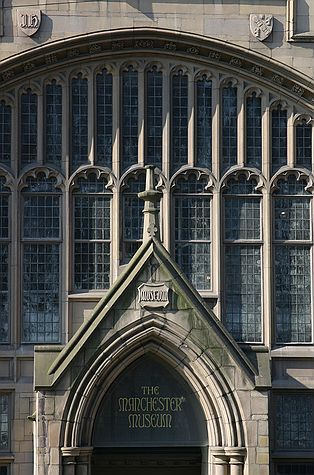
Manchester Museum.

L'université de Manchester (University of Manchester) est une université anglaise située à Manchester. Elle a été officiellement fondée le 1er octobre 2004 par la fusion de l'université Victoria de Manchester (Victoria University of Manchester 1851, connue sous le nom d'université de Manchester avant la fusion) et de l'Institut de sciences et technologies de l'université de Manchester (University of Manchester Institute of Science and Technology (en), 1824). L'université a été officiellement inaugurée le 22 octobre 2004 par la reine Élisabeth II lorsqu'elle a remis la charte royale. Elle fait partie du Red brick university, du Russell Group et du N8 Group. L’université de Manchester est également une université de classe mondiale. Elle est classée 27e meilleure université du monde en 2021, devant le King's College de Londres et la London School of Economics  and Political Sciences, selon le classement QS World University Ranking.

## Histoire

### Origines

Blason de l'université.

Les premières origines de cette nouvelle université remontent à 1824 lorsque fut fondé l'Institut de mécanique de Manchester (Manchester Mechanics' Institute) qui devient plus tard l'UMIST. Son héritage est lié à celui de la ville de Manchester, première cité industrielle dans le monde. Le chimiste britannique John Dalton, avec le concours d'hommes d'affaires et d'industriels, a établi l'Institut de Mécanique de Manchester pour s'assurer que les travailleurs puissent apprendre les principes fondamentaux de la science.
L'université Victoria est quant à elle fondée sous le nom de Owens College en 1851 par John Owens, commercial dans le textile. L'inventeur de la locomotive, Charles Beyer, est nommé gouverneur du collège, et est l'un des plus grands donateurs du Fonds d'extension du collège, qui a levé des fonds pour déplacer sur un nouveau site, aujourd'hui connu sous le nom de John Owens building. Il a également fait campagne et aidé pour le financement de la chaire d'ingénierie, qui était le premier département scientifique du nord de l'Angleterre. Il a laissé au collège l'équivalent de 10 millions de livres dans son testament en 1876, à une époque où celle-ci était en grande difficulté financière. Beyer a également financé le coût total de la construction du Beyer building, qui héberge alors les départements de biologie et de géologie. Il a également financé la chaire d'ingénierie et le Beyer Professor of Applied mathematics.
L'université a un héritage germanique très prononcé. Le fonds d'extension du college Owens a basé ses plans après une visite des principales universités et écoles polytechniques prussiennes,. Le propriétaire de moulins Thomas Ashton, membre du conseil d'administration du mouvement d'extension a étudié à l'Université de Heidelberg. Sir Henry Roscoe a également étudié à l'université de Heidelberg sous Robert Bunsen et ils ont collaboré pendant de nombreuses années sur des projets de recherche. Roscoe a promu le style germanique de l'enseignement par la recherche, qui est devenu un modèle pour les universités en briques rouges. Charles Beer a étudié à l'École polytechnique de Dresde et a ensuite recruté de nombreux prussiens parmi personnel académique, comme Carl Schorlemmer, le premier professeur de chaire en chimie organique en Grande-Bretagne, et Arthur Schuster, professeur de physique. Il y avait également une chapelle germanique sur le campus.
En 1873, le collège s'installe sur le nouveau campus d'Oxford Road à Chorlton-on-Medlock, et à partir de 1880, il devient un collège constitutif de l'université Victoria. L'université a été établie et a été promue par une charte royale en 1880, devenant la première université civique d'Angleterre ; elle a été renommée Université Victoria de Manchester en 1903, et absorbé l'Owens College l'année suivante.
Le college municipal de technologie, ancêtre de l'UMIST, constitue alors la faculté de technologie de l'université Victoria de Manchester. Bien que l'UMIST obtient en 1955 un statut d'université indépendante, les deux universités ont continué à travailler ensemble. Cependant, à la fin du XXe siècle, les liens formels entre l'Université Victoria et l'UMIST diminuent, et l'UMIST peut délivrer ses propres diplômes en 1994. 10 ans plus tard, cette évolution a été annulée. En 2003, l'université Victoria de Manchester et l'Institut des sciences et technologies de l'université de Manchester (UMIST) signent un accord pour fusionner en une institution unique,.
Avant la fusion, l'Université Victoria de Manchester et l'UMIST comptaient 23 lauréats du prix Nobel parmi leurs anciens personnels et étudiants. Manchester jouit d'une réputation importante en science ; c'est là que la nature nucléaire de l'atome a été découverte par Ernest Rutherford et que le premier ordinateur à mémoire électronique a été construit. La liste des scientifiques renommés associés à l'université comprend les physiciens Ernest Rutherford, Osborne Reynolds, Niels Bohr, James Chadwick, Arthur Schuster, Hans Geiger, Ernest Marsden et Balfour Stewart. Les contributions dans d'autres domaines comme les mathématiques ont été effectuées par Paul Erdős, Horace Lamb et Alan Turing, et en philosophie par Samuel Alexander, Ludwig Wittgenstein et Alasdair MacIntyre.

### Depuis 2004
L'université de Manchester a été officiellement créée le 1er octobre 2004, lorsque la reine Elizabeth II a remis sa charte royale. L'université a été nommée l'Université de l'année en 2016 par le Sunday Times, après avoir remporté le prix de l'Université de l'Année du Times Higher Education en 2005.
Le président fondateur et vice-chancelier de la nouvelle université a été Alan Gilbert, ancien vice-chancelier de l'Université de Melbourne, qui a pris sa retraite à la fin de l'année académique 2009-2010. Sa successeure est Dame Nancy Rothwell, qui dirigeait la chaire de physiologie à l'université depuis 1994.
Une des ambitions de cette direction est de devenir en 2015 une des 25 plus grandes universités de recherche au monde, selon les critères de sélection académiques classiques. En 2011, quatre prix Nobels font partie du personnel académique : Sir Andre Geim, Sir Kostya Novoselov, Sir John Sulston et Joseph E. Stiglitz.
L'EPSRC a annoncé en février 2012 la construction de l'Institut National du Graphène. L'Université de Manchester en est le bénéficiaire unique, « invité à soumettre une proposition de financement pour l'institut de 45 millions de livres, parmi lesquels 38 millions sont financés par le gouvernement ». En 2013, 23 millions de livres supplémentaires du Fonds Européen de Développement Régional sont accordés à l'Institut, levant l'investissement à 61 millions de livres.
En août 2012, il a été annoncé que la faculté d'ingénierie et de sciences physiques a été choisie pour être la localisation du « hub » du Nouveau Centre International BP pour les matériaux avancés, bénéficiant de l'investissement de 100 millions de dollars pour créer des matériaux innovants. Le centre a l'objectif la compréhension des propriétés fondamentales des matériaux et de leur utilisation pour plusieurs applications industrielles dans l'énergie,.

## Faculté en 4 secteurs

Plan de l'université.

- Faculté d'ingénierie et de sciences physiques :
  - École de chimie ;
  - École d'électronique et d'ingénierie électrique ;
  - École d'ingénierie chimique et de sciences analytiques ;
  - École d'ingénierie mécanique, aérospatiale et civile ;
  - École de mathématiques ;
  - École de physique et d'astronomie ;
  - École de science des matériaux.
- Faculté des humanités :
  - École d'anthropologie ;
  - École de commerce.
- Faculté de biologie, de médecine et de santé :
  - École de médecine ;
  - École de psychologie ;
  - École de sciences biologiques.
- École d'architecture.

## Autres secteurs
- Observatoire Jodrell Bank
- The JRUL (John Rylands University Library) est la bibliothèque et service d'information de l'université. Elle a été formée en juillet 1972 de l'amalgamation de la bibliothèque de la Victoria University of Manchester avec la Bibliothèque John Rylands[19],[20],[21]. Au 1er octobre 2004 elle a été unie avec la bibliothèque du University of Manchester Institute of Science and Technology (UMIST)[22],[19].
- Whitworth Art Gallery
- Manchester Museum: établi en 1867 le musée est situé sur Oxford Road parmi les bâtiments néogothiques de l'université. Il possède environ six millions de pièces provenant de tous les continents et sert comme ressource académique et comme musée régional public.
- Manchester University Press
- Théâtre Contact
- Chancellors Hotel & Conference Centre

## Projets interuniversitaires
Le projet Cross-Language Dynamics (OWRI Project), Cross-Language Dynamics - Reshaping Communities (Translingual Strand) est mené en collaboration avec l'Institute of Modern Languages Research, l'University of London’s School of Advanced Study (SAS) et l'université de Durham.

## Position dans les classements internationaux

### Classement de Shanghai
|                        | 2005 | 2010 | 2015 | 2020 | 2022 |
| ---------------------- | ---- | ---- | ---- | ---- | ---- |
| Classement de Shanghai | 53e  | 44e  | 41e  | 36e  | 38e  |

### Classement QS
|               | 2020 | 2021 | 2022 | 2023 |
| ------------- | ---- | ---- | ---- | ---- |
| Classement QS | 27e  | 27e  | 27e  | 28e  |

## Personnalités liées à l'université
- Mabel Tylecote, étudiante, assistante d'histoire et docteure honoris causa de l'université Victoria[24].
- Aderonke Adeola, réalisatrice nigériane.
- Marion Ross, physicienne écossaise.

### Lauréats du prix Nobel
Anciens étudiants ou professeurs de l'ensemble des trois universités :

#### Chimie
- Ernest Rutherford en 1908
- Arthur Harden en 1929
- Walter Haworth en 1937
- Robert Robinson en 1947
- Alexander Todd en 1957
- Melvin Calvin en 1961
- John Charles Polanyi en 1986
- Michael Smith en 1993

#### Physique
- Joseph John Thomson en 1906
- William Lawrence Bragg en 1915
- Niels Bohr en 1922
- Charles Thomson Rees Wilson en 1927
- James Chadwick en 1935
- George de Hevesy en 1943
- Patrick Blackett en 1948
- John Cockcroft en 1951
- Hans Bethe en 1967
- Nevill Francis Mott en 1977
- Konstantin Novoselov en 2010
- Andre Geim en 2010

#### Physiologie et médecine
- Archibald Vivian Hill en 1922
- John Sulston en 2002

#### Économie
- John Hicks en 1974
- Arthur Lewis en 1979
- Joseph Stiglitz en 2001